# Melicytus ramiflorus
Melicytus ramiflorus J.R.Forst. & G.Forst. – gatunek roślin z rodziny fiołkowatych (Violaceae). Występuje endemicznie w Nowej Zelandii – na Wyspie Północnej, Południowej oraz Kermadec. 

## Morfologia

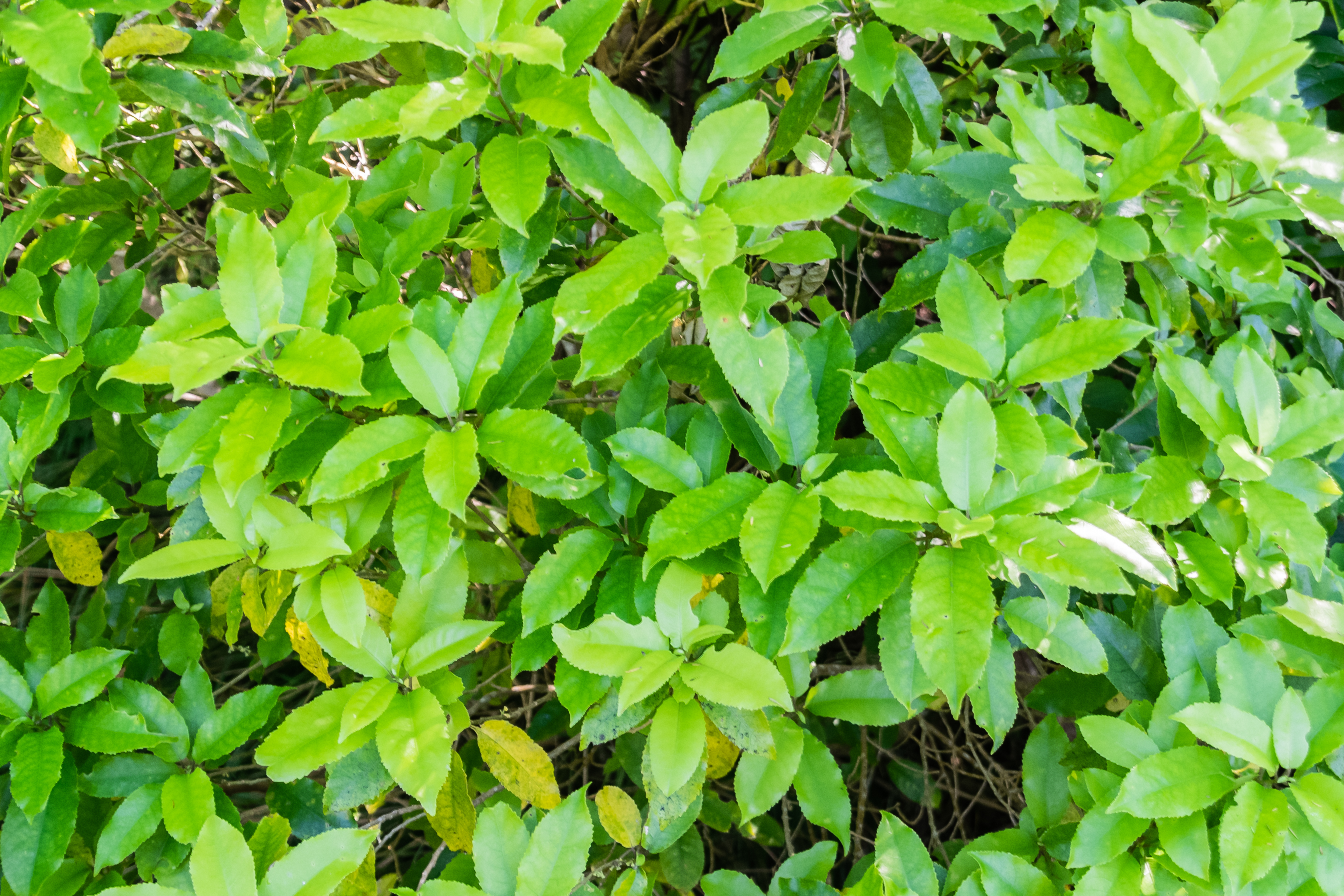
Liście

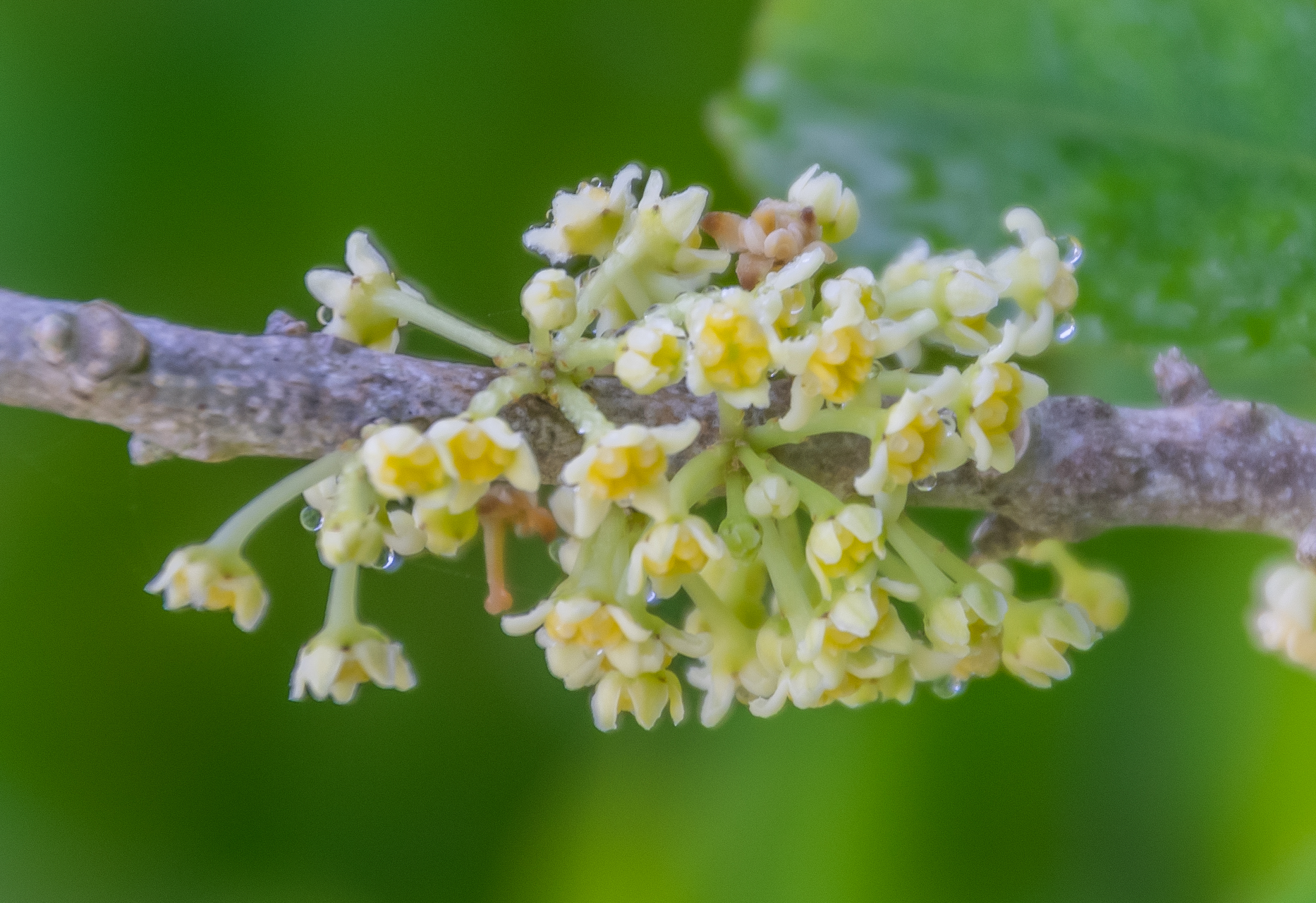
Kwiaty

PokrójZimozielone drzewo lub krzew. Dorastające do 10 m wysokości.
LiścieBlaszka liściowa ma podługowato-eliptyczny lub podługowato-lancetowaty kształt. Mierzy 5–15 cm długości oraz 3–5 cm szerokości, jest piłkowana na brzegu, ma stłumioną nasadę i spiczasty lub ostry wierzchołek. Ogonek nagi jest owłosiony i ma 20 mm długości.
KwiatyZebrane po 2–10 w pęczkach, wyrastają z kątów pędów. Mają działki kielicha o owalnym kształcie. Płatki są podługowate, mają zielonożółtawą barwę oraz 2–3 mm długości.
OwoceJagody mierzące 4-5 mm średnicy, o niemal kulistym lub jajowatym kształcie i czarnopurpurowej barwie.

## Biologia i ekologia
Rośnie w lasach. 

## Zmienność
W obrębie tego gatunku oprócz podgatunku nominatywnego wyróżniono jeden podgatunek:
- M. ramiflorus subsp. oblongifolius (A.Cunn.) P.S.Green